# Католицька церква в Індії
Като́лицька це́рква в І́ндії — друга християнська конфесія Індії. Складова всесвітньої Католицької церкви, яку очолює на Землі римський папа. Керується конференцією єпископів. Станом на 2004 рік у країні нараховувалося близько 17 005 000 католиків (1,55% від усього населення). Існувало 149 діоцезій, які об'єднували 8583 церковних парафій.  Кількість  священиків — 19 946 (з них представники секулярного духовенства — 11 437, члени чернечих організацій — 8509), постійних дияконів — 8, монахів — 17 352, монахинь — 82 348.